# کوبدوگلا
کوبدوگلا (به انگلیسی: Cobdogla) یک شهرک در استرالیا است که در استرالیای جنوبی واقع شده‌است.